# Wohn- und Wirtschaftsgebäude Große Straße 23

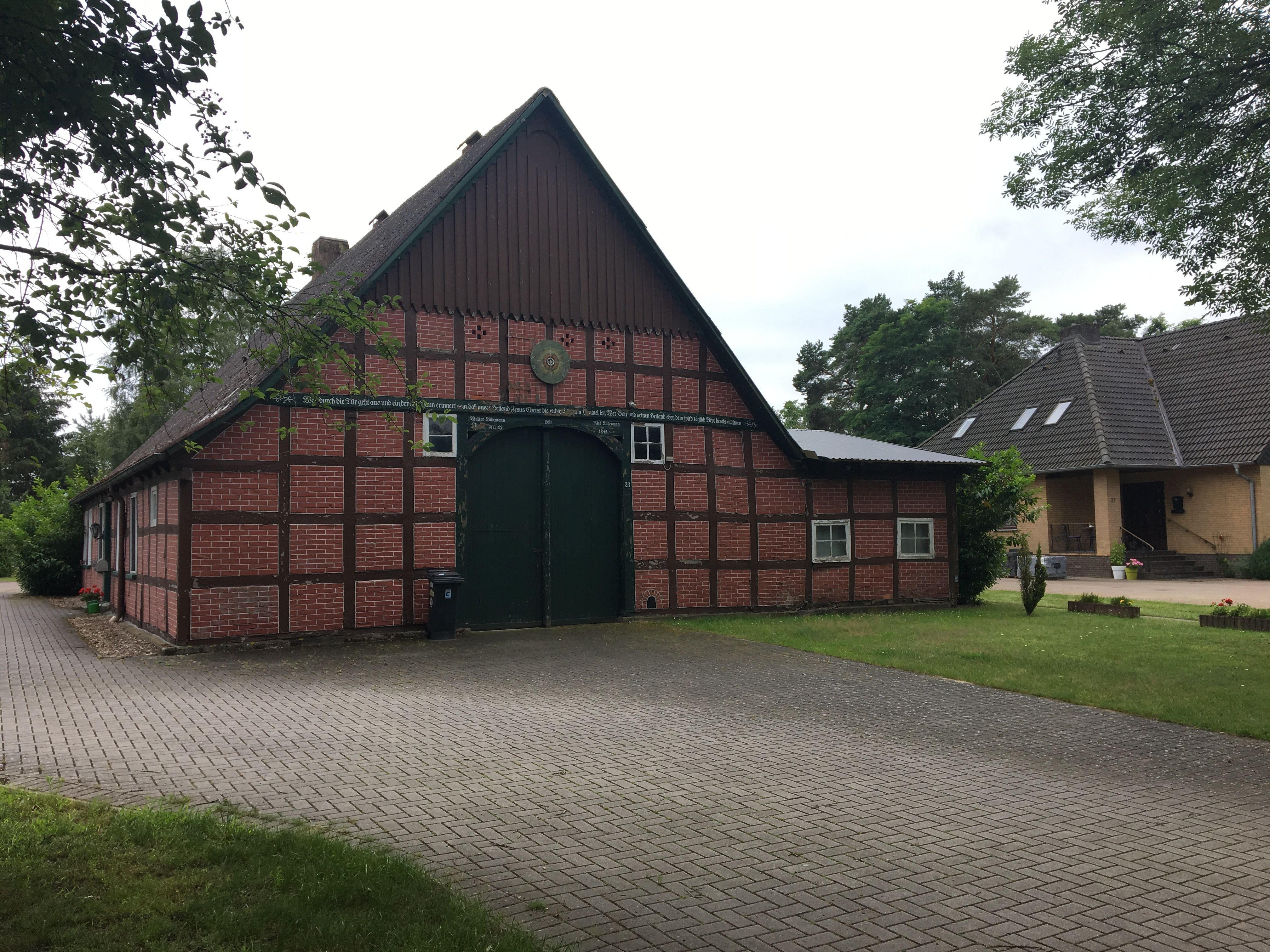
Nordgiebel (2020)

Das Wohn- und Wirtschaftsgebäude Große Straße 23 in der niedersächsischen Gemeinde Helvesiek wurde zur Mitte des 19. Jahrhunderts gebaut. Aktuell (2025) wird es zum Wohnen genutzt.
Das Gebäude steht unter Denkmalschutz (siehe auch Liste der Baudenkmale in Helvesiek).

## Geschichte und Beschreibung
Helvesiek wurde um 1250 erstmals erwähnt. Es gehört zur heutigen Samtgemeinde Fintel im Landkreis Rotenburg (Wümme).
Das eingeschossige giebelständige Zweiständer-Hallenhaus in Fachwerk mit Steinausfachungen, Satteldach und Grooter Door mit Korbbogen wurde 1843 (Inschrift) gebaut. Die oberen Giebeldreiecke wurden regionaltypisch senkrecht verbrettert. Das Gefüge blieb unverändert erhalten. Ein späterer rechter Anbau in Fachwerk stört den Gesamteindruck.
Das Landesdenkmalamt befand u. a.: „… ein regionstypisches Hallenhaus der ersten Hälfte des 19. Jahrhunderts in Zweiständerkonstruktion ….“